# Mistrovství světa v biatlonu 2016
Mistrovství světa v biatlonu 2016 probíhalo od 3. do 13. března 2016 na biatlonovém stadionu Holmenkollen v norském Oslu. Předcházející mistrovství světa se zde konala v roce 1986,1990,1999 a 2002. Jednalo se o 48. ročník mistrovství světa v biatlonu. Výsledky závodů na šampionátu se započítávaly do celkového pořadí Světového poháru.
Nejvíce medailových umístění – celkem 11 – získali francouzští biatlonisté, z nichž nejlepší byla Marie Dorinová Habertová s šesti medailemi; v počtu vítězství ji ale předstihl Martin Fourcade se čtyřmi prvními místy. Naopak Rusové nezískali žádnou medaili, poprvé od roku 1978.
Čeští reprezentanti se umístili celkem jedenáctkrát mezi prvními deseti závodníky: nejlepší byla Gabriela Soukalová, která skončila dvakrát čtvrtá, jednou pátá a dvakrát šestá. Po čtyřech letech však nezískali na vrcholné světové akci ani jednu medaili. Český reprezentační trenér Ondřej Rybář to zhodnotil těsně po mistrovství slovy: „Asi bych lhal, kdybych neřekl, že v globále jsme trochu zklamaní, ale zklamaní v uvozovkách. Myslím si, že skoro ve všech závodech jsme útočili na medaili.“

## Výběr pořadatelské země
O pořádání Mistrovství světa v biatlonu v norském Oslu bylo rozhodnuto na základě hlasování delegátů Mezinárodní biatlonové unie 2. září 2012 na kongresu v italském Meranu. Oslo bylo jediným kandidátem na uspořádání toho šampionátu, takže jeho potvrzení bylo jen formalitou. Norsko žádalo o uspořádaní šampionátu potřetí za sebou, v roce 2013 však organizaci vyhrálo Nové Město na Moravě a v roce 2015 finské Kontiolahti (v roce 2014 se MS kvůli ZOH nekonalo).
Ačkoli Oslo nemělo protikandidáta, bylo jeho pořadatelství podpořeno několika významnými osobnostmi biatlonu jako Halvardem Hanevoldem, Liv Gretou Poireovou, a stejně tak i Olem Einarem Bjørndalenem.
| Středisko          | stát   | pořadatelství předchozích MS |
| ------------------ | ------ | --- |
| Holmenkollen, Oslo | Norsko | 1986 (pouze závody mužů), 1990 (společně s Minskem a Kontiolahti), 1999 (vytrvalostní závody a závody s hromadným startem), 2000 (mužská štafeta se konala ve finském Lahti), 2002 (pouze závody s hromadným startem) |

## Organizace

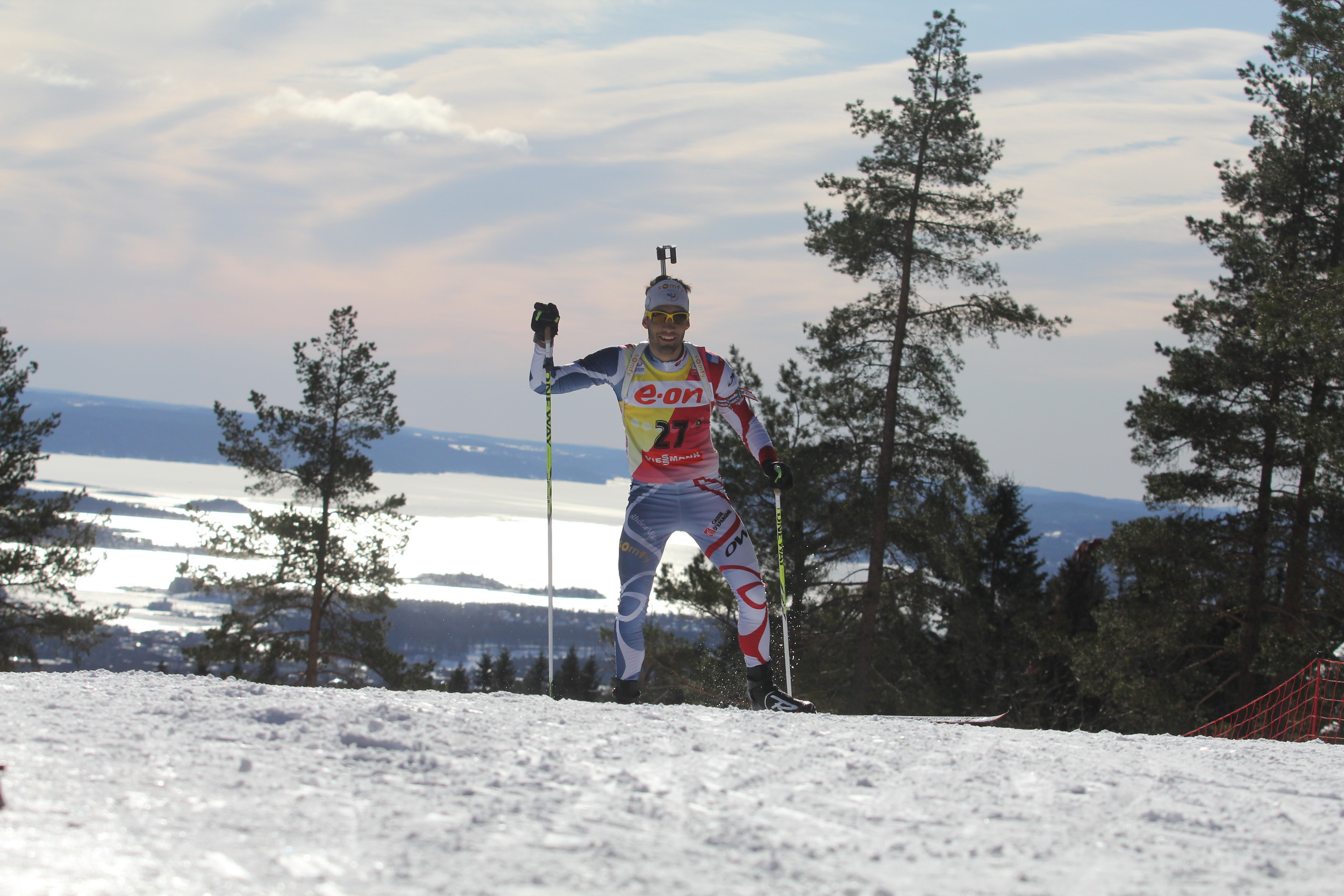
Dějiště mistrovství (snímek z roku 2013)

Mistrovství světa pořádala Mezinárodní biatlonová unie IBU ve spolupráci s norským biatlonovým svazem, hlavním manažerem akce byl Per Bergerud.

### Mediální pokrytí
Přenos ze šampionátu zajišťovala norská televize NRK, která měla k dispozici celkem 51 kamer pro mezinárodní přenos do všech zemí světa. Kromě toho na místě působilo až 20 dalších mezinárodních televizních a rozhlasových stanic včetně českých.
V Česku přenášela program šampionátu Česká televize na kanálu ČT sport.

### Maskoti
Za maskota mistrovství světa vybrali organizátoři modrou veverku jménem Blink. Pořadatelé k finálnímu jménu maskota dospěli uspořádáním soutěže ve spojení s největším radiovou show v Norsku "NRK Nitimen", kde lidé po celém Norsku navrhovali různé názvy jako například Blinky, Nutzy, Ekko a Krutt. Blink byl celou sezónu 2015/16 součástí světových poháru.

## Program
Na programu šampionátu bylo celkem 11 závodů. Muži a ženy absolvovali sprinty, stíhací závody, vytrvalostní závody, závody s hromadným startem a štafety. Navíc také společně absolvovali závod smíšených štafet.
| Den | Datum      | Disciplína                       | Začátek (SEČ) | Počet závodníků |
| --- | ---------- | -------------------------------- | ------------- | --------------- |
| Čt  | 3. března  | Smíšená štafeta                  | 15:30         | 25 týmů         |
| So  | 5. března  | Sprint (muži)                    | 11:30         | 102             |
| So  | 5. března  | Sprint (ženy)                    | 14:30         | 96              |
| Ne  | 6. března  | Stíhací závod (muži)             | 13:30         | 58              |
| Ne  | 6. března  | Stíhací závod (ženy)             | 15:45         | 59              |
| St  | 9. března  | Vytrvalostní závod (ženy)        | 13:00         | 94              |
| Čt  | 10. března | Vytrvalostní závod (muži)        | 15:30         | 99              |
| Pá  | 11. března | Štafeta (ženy)                   | 15:30         | 23 týmů         |
| So  | 12. března | Štafeta (muži)                   | 15:30         | 25 týmů         |
| Ne  | 13. března | Závod s hromadným startem (ženy) | 13:00         | 30              |
| Ne  | 13. března | Závod s hromadným startem (muži) | 16:00         | 30              |

## Průběh závodů

### Smíšená štafeta
Obdobně jako v minulých štafetách v této sezoně nezačal závod pro české reprezentanty dobře: Veronika Vítková potřebovala při první střelbě tři náhradní náboje, při druhé dva a předávala na 12. místě s více než minutovou ztrátou. Ještě méně se však dařilo např. Ruskám a Polkám, které musely na trestné kolo. Gabriela Soukalová na druhém úseku střílela čistě, výrazně snížila ztrátu, ale v posledním kole jí docházely síly – v rozhovoru pak označila trať za těžkou a zledovatělou. „Na trati to nebyla moc velká rychlost, ale se střeleckým výkonem jsem hodně spokojená,“ řekla bezprostředně po závodě. Předávala pátá se ztrátou 36 sekund. Michal Šlesingr zastřílel obě položky čistě; na čelo závodu, kde se dlouho udržovala čtveřice Norsko, Francie, Německo a Ukrajina, sice ztrátu nezmenšil, ale neztratil ani půlminutový náskok na další štafety. Michal Krčmář také střílel vleže i vstoje čistě, ale předjel jej lépe běžící Dominik Landertinger z Rakouska. S jistotou však udržel náskok na zlepšujícího se Rusa Antona Šipulina a dojel na solidním šestém místě se ztrátou minutu a 23 sekund na vítěznou Francii. Za ní běžel Martin Fourcade, který získal v předposlední rovince několikametrový náskok na Simona Schemppa z Německa a před cílem si dovolil malý skok s telemarkem.

### Sprinty
V závodu mužů se čekalo na výkon domácího reprezentanta Ole Einara Bjørndalena, který se na mistrovství světa na domácí půdě zvláště připravoval: nestartoval na předchozích závodech světového poháru v Kanadě a USA, pořídil si pro tuto sezonu tréninkový a regenerační kamion aj. Bjørndalen zastřílel čistě a velmi rychle běžel, ale skončil na druhém místě: Francouz Martin Fourcade, který střílel také bezchybně a stejně jako ve většině závodů této sezony bezkonkurenčně rychle běžel, zvítězil s náskokem téměř půl minuty. Na třetím místě v cíli se dlouho udržoval obhájce titulu z předchozího mistrovství světa v Kontiolahti Johannes Thingnes Bø, ale překvapivě se před něj dostal Ukrajinec Serhij Semenov, pro kterého to byl největší úspěch v jeho kariéře. Čekalo se také na výkon Simon Schemppa, který vyhrál nejvíce sprintů této sezony, ale ten v cílovém sprintu zavadil o hůlku, spadl a několik pozic ztratil: nakonec dojel na osmém místě. Z českých reprezentantů skončili nejlépe Michal Šlesingr a Michal Krčmář, kteří shodně s jednou chybou vstoje dojeli na 15. a 24. místě. Otazníky byly nad výkonem Ondřeje Moravce, který měl v předchozích týdnech vysoké teploty a střevní potíže. Přesto solidně běžel, ale po čisté střelbě vleže udělal tři chyby vstoje a skončil na 59. místě. „První rána byla těsná a rozhodila mě,“ postěžoval si po závodě. Jaroslav Soukup doběhl o jedno místo za ním a všichni čtyři čeští reprezentanti tak postoupil do stíhacího závodu.
Při sprintu žen udělala při poslední ráně vleže chybu Gabriela Soukalová. „Zbytečně jsem na to při té střelbě začala spěchat. Už jsem skoro házela flintu na záda, ale právě ta rychlost mě dneska stála chybu,“ uvedla. Vstoje však střílela čistě a rychlým během se dostala před unavenou Dorotheu Wiererovou, i když po druhé střelbě na ní ztrácela přes čtvrt minuty. Průběžně dokončila na druhém místě za bezchybně střílející Francouzkou Marií Dorinovou Habertovou. Stejně dobře však střílela i domácí Tiril Eckhoffová, která díky druhému nejrychlejšímu běhu podpořenému diváky zvítězila, poprvé ve své kariéře. Soukalovou pak na nepopulární čtvrté místo odsunula nejrychlejším během v posledním kole Němka Laura Dahlmeierová, kterou v sezoně provázely zdravotní komplikace, ale na tuto soutěž se dokázala připravit. Závod se vydařil Veronice Vítkové – oproti předcházející smíšené štafetě zastřílela obě položky čistě a dojela sedmá. Jako „školácké chyby“ označila tři nezasažené terče Lucie Charvátová, která s dobrým během dojela 33. Jessica Jislová, která nahradila nemocnou Evu Puskarčíkovou, střílela obě položky čistě, ale zaběhla jen 66. čas a dojela na 41. pozici.

### Stíhací závody
V tomto závodu zvítězil systémem start–cíl Martin Fourcade, který svůj náskok v prvních kolech pravidelně navyšoval. Při střelbách vstoje sice udělal celkem tři chyby, ale protože ani jeho nejbližší soupeři nestříleli čistě, jel celý závod osamoceně do cíle na prvním místě. Druhé místo z předcházejícího sprintu si udržel domácí Ole Einar Bjørndalen: po první střelbě vstoje sice klesl na páté místo, ale stabilním výkonem a další čistou střelbou si od poloviny závodu udržoval stálý náskok. Bronzovou medaili vybojoval jeho krajan Emil Hegle Svendsen, který se na trati neustále zlepšoval (startoval sedmnáctý). Michal Šlesingr dokončil závod dvanáctý s jednou chybou při střelbě vleže, i když do posledního kola vyjížděl na 7. místě. V cíli si postěžoval na Ukrajince Serhije Semenova: „Při sjezdu na stadion na dlouhou rovinku mě skřípnul Ukrajinec, i když mě musel slyšet, že jsem na něj houknul. Neustál jsem to, rozmázl se, ztratil hůl i rychlost a stálo mě to strašně míst,“ řekl Šlesingr reportérovi ČT po závodě. Michal Krčmář udělal po jedné chybě při každé střelbě vstoje a dojel na 22. místě. Jaroslav Soukup udělal stejné chyby a skončil na 41. místě. Ondřej Moravec nestartoval – trenéři je po předchozích zdravotních problémech šetřili pro další průběh mistrovství.
V závodě žen se Gabriele Soukalové poprvé v tomto ročníku světového poháru nepovedly střelby vleže. Při obou udělala dvě chyby a v polovině závodu byla až na 26. místě. Vstoje střílela jen s jednou chybou, přesto i vinou horšího běhu dojela do cíle jedenáctá, což bylo její nejhorší umístění v světovém poháru od března 2015. Lépe se dařilo Veronice Vítkové, která se třemi chybami na střelnici dojela sedmá. Také pro Lucii Charvátovou, která nezasáhla stejný počet terčů, bylo 18. místo úspěchem. Všechny střelby se podařily Němce Lauře Dahlmeierové, která si od poloviny závodu udržovala náskok před soupeřkami více než 40 sekund a jasně zvítězila. Druhá skončila Italka Dorothea Wiererová a třetí Francouzka Marie Dorinová Habertová. Obě udělaly sice více střeleckých chyb, ale celý závod se udržovaly v čelní skupině; Habertová navíc těsně před cílem předjela Franzisku Hildebrandovou.

### Vytrvalostní závody

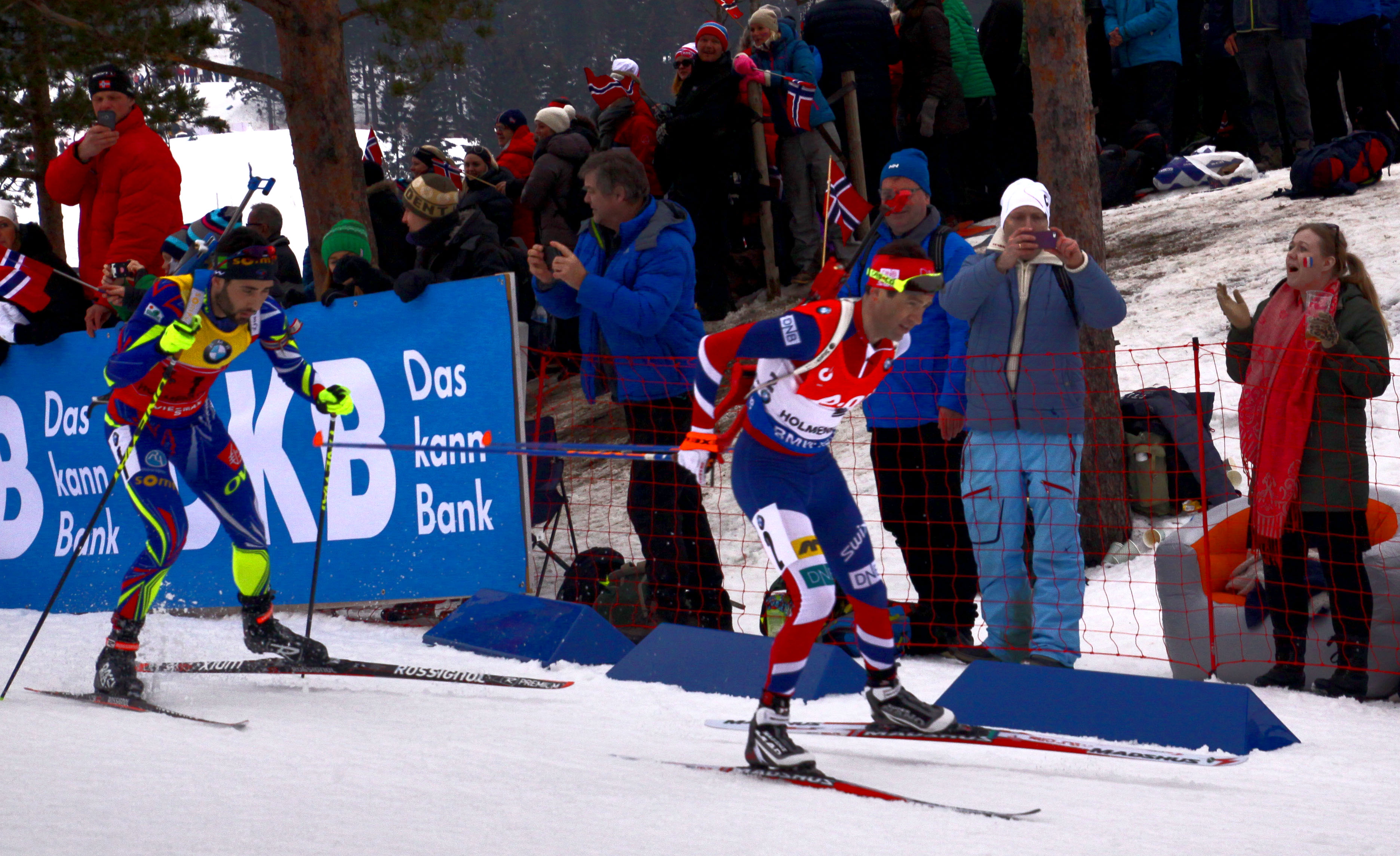
Ole Einar Bjørndalen (vpravo) a Martin Fourcade v závodu s hromadným startem

Ve vytrvalostním závodě žen startovaly jen tři české reprezentantky: Eva Puskarčíková se ani po týdnu nezbavila teplot a odcestovala domů; nezávodila také Jessica Jislová, kterou trenéři šetřili pro páteční štafetu.
Gabriela Soukalová udělala jednu chybu při první položce, ale rychle běžela a udržovala se na druhé pozici. Při poslední střelbě však nezasáhla další terč a do cíle přijela na průběžném druhém místě za Němkou Laurou Dahlmeierovou, která v posledních kilometrech běžela rychleji. Brzy po ní však dokončily závod Francouzky Marie Dorinová Habertová a Anaïs Bescondová – obě v prvních třech položkách střílely čistě a udělaly až jednu chybu při poslední položce vstoje. Navíc dosáhly nejrychlejšího běžeckého času a získaly tak zlatou a stříbrnou medaili, s náskokem více než minutu na třetí Dahlmeierovou. Veronika Vítková střílela z českých reprezentantek nejlépe: udělala jen jednu chybu na druhé položce a dobře běžela. Do cíle dojela na čtvrtém místě o 10 sekund dříve než Soukalová, která tak skončila pátá. Obě české závodnice pak ohrožovala ještě Franziska Hildebrandová, které však v posledním kole došly síly a dojela šestá. Třetí česká reprezentantka Lucie Charvátová udělala čtyři chyby na střelnici a skončila na 45. pozici.
Michal Krčmář startoval z českých reprezentantů první a všechny položky zastřílel čistě, i když druhá střelba mu trvala 41 sekund a byl při ní dost nejistý. V běhu dosáhl sice až 20. času, ale celkovým výkonem skončil na pátém místě, což byl pro něj nejlepší výsledek v jeho kariéře. „Dneska jsem tam podal své absolutní současné maximum,“ komentoval to po závodě. Michal Šlesingr udělal chybu hned při první střele a později přidal ještě dvě. Dosáhl však třetího nejlepšího běžeckého času a dojel dvacátý. Ondřej Moravec a Jaroslav Soukup startovali mezi posledními. Moravec nezasáhl celkem tři terče a skončil na 35. místě. Soukup udělal o jednu chybu méně a dojel na 23. pozici. V závodě zvítězil Martin Fourcade, který udělal jednu chybu při druhé střelbě, ale jeho běh byl opět nejrychlejší, takže předstihl i bezchybné střelce Dominika Landertingera a Simona Edera, kteří dojeli s malým odstupem za ním. Fourcade tak získal čtvrtou zlatou medaili z jednoho mistrovství světa, což se před ním povedlo jen Noru Bjorndalenovi v roce 2009.

### Štafety
Jessica Jislová zastřílela první položku české ženské štafety čistě, ale při druhé nezasáhla poslední terč. Na jeho opravu potřebovala všechny tři náhradní náboje a na předávku přivezla českou štafetu osmnáctá s minutovou ztrátou. Gabriela Soukalová jela rychle, ale pomaleji střílela a tak se po posunula jen na 17. místo. Pak však zrychlila ještě více, vstoje zastřílela čistě a ztrátu výrazně stahovala. Svůj úsek dokončila na 6. pozici se ztrátou 7 sekund na překvapivě vedoucí Kanadu. Lucie Charvátová v osmičlenné stíhací skupině dobře pracovala a při první střelbě neudělala žádnou chybu. V následujícím kole se držela favorizovaných štafet Norska, Francie a Německa, ale vstoje nesestřelila tři terče a opravnými náboji pak nezasáhla žádný z nich. „Tři trestná kola, to je strašně moc, s tím se na mistrovství světa prostě závodit nedá,“ řekl trenér reprezentace Ondřej Rybář. „Lucka to, bohužel, absolutně nezvládla.“ Tím klesla na 12. místo, na kterém taky předávala Veronice Vítkové se ztrátou přes 2 minuty. Ta zastřílela vleže čistě a posunula se dopředu o tři místa. I vstoje neudělala žádnou chybu a předjížděla další soupeřky. V cílové rovině finišovala a dojela ve stejném čase jako Italka Dorothea Wiererová. Podle cílové kamery však byla lepší a české štafeta tak obsadila šesté místo. V závodě zvítězily domácí Norky, když na posledním úseku Marte Olsbuová, které byla 34. v pořadí světového poháru, i se čtyřmi chybami na střelnici udržovala stálý náskok před druhými Francouzkami a třetími Němkami.
V závodě mužů udělal Michal Krčmář chybu na první položce. Pak však střílel bezchybně, solidně běžel a předával Soukupovi třetí s malou ztrátou. Ten se udržoval stále ve vedoucí skupině, vstoje střílel čistě a před střelbou vleže se dostal i na první místo. Při ní však nezasáhl jeden teč, ale stále byl v kontaktu s čelem závodu a předával na pátém místě s odstupem 10 sekund. Ondřej Moravec se posunul na čtvrté místo, které si udržoval během většiny svého úseku, ovšem po bezchybné střelbě vleže spotřeboval vstoje všechny náhradní náboje, a i když čtvrtou pozici udržel, zvýšil odstup na vedoucí Nory na minutu a 11 sekund. Michal Šlesingr udělal po jedné chybě při každé střelbě, ale dokázal odrazit náznak útoku Rusa Garaničeva. V posledním úseku jel těsně za Rakušanem Landertingerem, ale v cílové rovině jej už nedokázal předjet a dovezl českou štafetu do cíle sekundu za ním na pátém místě. Zvítězila Norská štafeta, která se od druhého úseku udržovala v čele. Druzí a třetí dojeli nejlépe střílející Němci a překvapivě i Kanaďané.

### Závody s hromadným startem

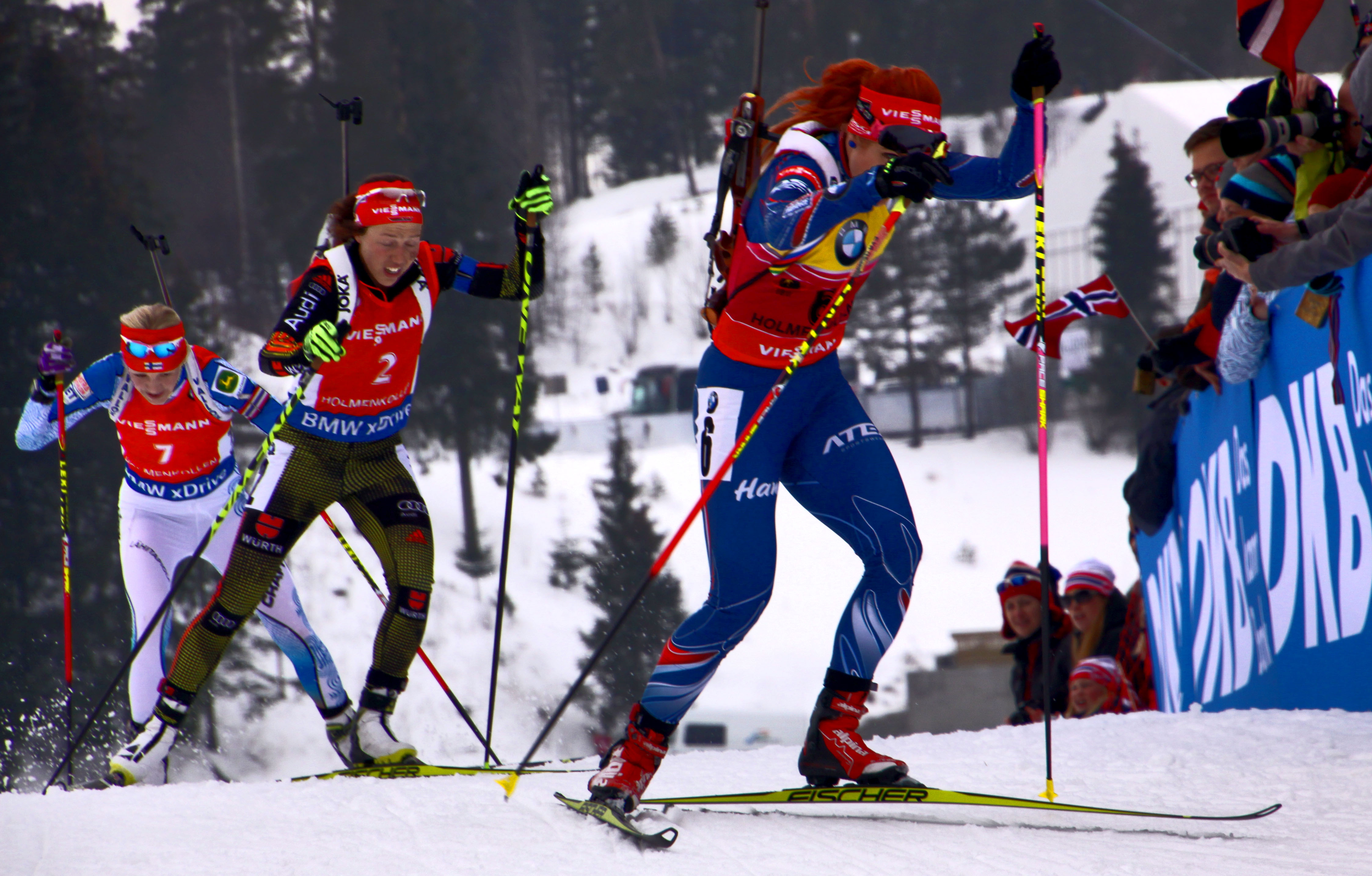
Gabriela Soukalová, Laura Dahlmeierová a Kaisa Mäkäräinenová na trati závodu s hromadným startem

V závodě žen střílela Gabriela Soukalová první položku bezchybně, ale trochu pomaleji. I díky tomu odjížděla ve větší skupině závodnic a po malém kontaktu ztratila hůlku. „Jak byl těžký sníh, tak mi v něm hůlka zůstala zapíchnutá,“ zdůvodňovala to po závodě. Na konci rovinky jí však čeští servismeni podali novou a Soukalová se posouvala dopředu, ale při druhé střelbě udělala jednu chybu a propadla se do druhé poloviny startovního pole. Naopak Veronika Vítková udělala jednu chybu při první střelbě a při druhé žádnou – obě české závodnice tak dojely na třetí střelbu spolu na 12. a 12. místě. Zde střílely čistě, a protože většina soupeřek chybovala, odjížděly na 3. a 4. pozici. Tu si po chvíli vylepšily, když předjely čistě střílející, ale pomalejší Rusku Jurlovovou. Na poslední položku tak přijely opět spolu; Vítková však při ní udělala jednu chybu a propadla se na 9. místo. Soukalová byla bezchybná a odjížděla druhá. Měla však náskok jen několik sekund na Němkou Laurou Dahlmeierovou a Finku
Kaisu Mäkäräinenovou. Tyto závodnice jí brzy předstihly, ale Soukalová dlouho dokázala jet s malým odstupem za nimi. V posledním větším stoupáním však už nestačila (už před závodem si stěžovala, že jí docházejí síly) a dojela tak na čtvrtém místě. Vítková v posledním kole zrychlila a dostala se tak na 6. místo. V závodě zvítězila Francouzka Marie Dorinová Habertová, která střílela jako jediná z vedoucích závodnic čistě a od poloviny závodu se udržovala v čele. Dokázala tak snížit náskok Soukalové v celkovém pořadí Světového poháru na 69 bodů.
Ve stejném závodu mužů zastřílel Michal Krčmář obě položky v leže čistě, i když několik ran měl zvláště těsných. Udržoval se tak v čelní skupině, která obsahovala i díky dobrým podmínkám na střelnici (prakticky bezvětří) více než polovinu závodníků. Michal Šlesingr nezasáhl při první střelbě jeden terč. Při obou střelbách vstoje pak oba udělali po jedné chybě: Krčmář se díky tomu propadl do třetí desítky závodníků a závod dokončil na 22. místě, Šlesingr se však díky velmi dobrému běhu (pátý nejlepší se ztrátou 10 sekund) posunul na 17. pozici v cíli. Závod nabídl strhující boj o zlatou medaili: Martin Fourcade jel své jediné trestné kolo po první střelbě, poté se stále zlepšoval, z poslední položky odjížděl první a zdálo se, že by mohl získat páté vítězství na jednom mistrovství světa, čímž by překonal rekord Björndalena. Brzy jej však dojel domácí Johannes Thingnes Bø. Oba závodníci se několikrát vystřídali ve vedení. Na stadion přijížděli společně, ale v poslední zatáčce před cílem získal Nor malý náskok a Fourcade jej už nedokázal dostihnout.

## Medailisté

### Muži
| Disciplína                                | Zlato                                                                          | Výkon                                                     | Stříbro                                                      | Výkon                                         | Bronz                                                     | Výkon                                                     |
| Vytrvalostní závod (20 km) detaily        | Martin Fourcade                                                                | 49:13,9 (0+1+0+0)                                         | Dominik Landertinger                                         | 49:19,0 (0+0+0+0)                             | Simon Eder                                                | 49:28,3 (0+0+0+0)                                         |
| Sprint (10 km) detaily                    | Martin Fourcade                                                                | 25:35,4 (0+0)                                             | Ole Einar Bjørndalen                                         | 26:02,3 (0+0)                                 | Serhij Semenov                                            | 26:03,0 (0+0)                                             |
| Stíhací závod (12,5 km) detaily           | Martin Fourcade                                                                | 32:56,5 (0+0+1+2)                                         | Ole Einar Bjørndalen                                         | 33:16,6 (1+0+0+1)                             | Emil Hegle Svendsen                                       | 33:27,7 (0+0+0+1)                                         |
| Závod s hromadným startem (15 km) detaily | Johannes Thingnes Bø                                                           | 37:05,1 (0+0+1+0)                                         | Martin Fourcade                                              | 37:07,9 (1+0+0+0)                             | Ole Einar Bjørndalen                                      | 37:11,8 (0+0+0+0)                                         |
| Štafeta (4×7,5 km) detaily                | Norsko Ole Einar Bjørndalen Tarjei Bø Johannes Thingnes Bø Emil Hegle Svendsen | 1:13:16,8 (0+0) (0+2) (0+1) (0+1) (0+0) (0+0) (0+0) (0+2) | Německo Erik Lesser Benedikt Doll Arnd Peiffer Simon Schempp | 1:13:28,3 (0+0) (0+0) (0+1) (0+1) (0+0) (0+1) | Kanada Christian Gow Nathan Smith Scott Gow Brendan Green | 1:13:40,2 (0+0) (0+0) (0+1) (0+1) (0+0) (0+3) (0+0) (0+0) |

### Ženy
| Disciplína                                  | Zlato                                                                                 | Výkon                                                     | Stříbro                                                                                 | Výkon                                                     | Bronz                                                                                         | Výkon                                                     |
| Vytrvalostní závod (15 km) detaily          | Marie Dorinová Habertová                                                              | 44:02,8 (0+0+0+1)                                         | Anaïs Bescondová                                                                        | 44:15,0 (0+0+0+1)                                         | Laura Dahlmeierová                                                                            | 45:20,6 (1+0+1+0)                                         |
| Sprint (7,5 km) detaily                     | Tiril Eckhoffová                                                                      | 21:10,8 (0+0)                                             | Marie Dorinová Habertová                                                                | 21:25,8 (0+0)                                             | Laura Dahlmeierová                                                                            | 21:30,6 (1+0)                                             |
| Stíhací závod (10 km) detaily               | Laura Dahlmeierová                                                                    | 30:49,2 (0+0+0+0)                                         | Dorothea Wiererová                                                                      | 31:37,5 (0+1+1+0)                                         | Marie Dorinová Habertová                                                                      | 31:46,5 (0+0+2+1)                                         |
| Závod s hromadným startem (12,5 km) detaily | Marie Dorinová Habertová                                                              | 35:28,5 (0+0+0+0)                                         | Laura Dahlmeierová                                                                      | 35:35,8 (0+0+1+0)                                         | Kaisa Mäkäräinenová                                                                           | 35:36,6 (0+0+1+0)                                         |
| Štafeta (4×6 km) detaily                    | Norsko Synnøve Solemdalová Fanny Hornová Birkelandová Tiril Eckhoffová Marte Olsbuová | 1:07:10,0 (0+0) (0+0) (0+1) (0+1) (0+0) (0+0) (0+2) (0+2) | Francie Justine Braisazová Anaïs Bescondová Anaïs Chevalierová Marie Dorinová Habertová | 1:07:15,3 (0+3) (0+2) (0+0) (0+0) (0+0) (0+1) (0+2) (0+0) | Německo Franziska Preussová Franziska Hildebrandová Maren Hammerschmidtová Laura Dahlmeierová | 1:07:38,6 (0+0) (0+2) (0+0) (0+0) (0+0) (0+2) (0+0) (0+0) |

### Smíšená štafeta
| Disciplína                               | Zlato                                                                                    | Výkon                                                     | Stříbro                                                                        | Výkon                                         | Bronz                                                                 | Výkon                                                     |
| Smíšená štafeta (2×6 + 2×7,5 km) detaily | Francie Anaïs Bescondová Marie Dorinová Habertová Quentin Fillon Maillet Martin Fourcade | 1:14:01,0 (0+0) (0+3) (0+0) (0+1) (0+2) (0+1) (0+0) (0+1) | Německo Franziska Preussová Franziska Hildebrandová Arnd Peiffer Simon Schempp | 1:14:05,3 (0+2) (0+0) (0+0) (0+1) (0+1) (0+1) | Norsko Marte Olsbuová Tiril Eckhoffová Johannes Thingnes Bø Tarjei Bø | 1:14:15,4 (0+1) (0+0) (0+2) (0+2) (0+1) (0+1) (0+3) (0+0) |

## Medailové pořadí

### Medailové pořadí zemí
| Pořadí | Země     | Zlato | Stříbro | Bronz | Celkově |
| ------ | -------- | ----- | ------- | ----- | ------- |
| 1.     | Francie  | 6     | 4       | 1     | 11      |
| 2.     | Norsko   | 4     | 2       | 3     | 9       |
| 3.     | Německo  | 1     | 3       | 3     | 7       |
| 4.     | Rakousko | 0     | 1       | 1     | 2       |
| 5.     | Itálie   | 0     | 1       | 0     | 1       |
| 6.     | Ukrajina | 0     | 0       | 1     | 1       |
| 6.     | Kanada   | 0     | 0       | 1     | 1       |
| 6.     | Finsko   | 0     | 0       | 1     | 1       |
|        | Celkem   | 11    | 11      | 11    | 33      |

### Individuální medailové pořadí
| Pořadí                                 | Závodník                         | Zlato | Stříbro | Bronz | Celkově |
| -------------------------------------- | -------------------------------- | ----- | ------- | ----- | ------- |
| 1.                                     | Martin Fourcade (FRA)            | 4     | 1       | 0     | 5       |
| 2.                                     | Marie Dorinová Habertová (FRA)   | 3     | 2       | 1     | 6       |
| 3.                                     | Tiril Eckhoffová (NOR)           | 2     | 0       | 1     | 3       |
| 3.                                     | Johannes Thingnes Bø (NOR)       | 2     | 0       | 1     | 3       |
| 5.                                     | Ole Einar Bjørndalen (NOR)       | 1     | 2       | 1     | 4       |
| 6.                                     | Anaïs Bescondová (FRA)           | 1     | 2       | 0     | 3       |
| 7.                                     | Laura Dahlmeierová (GER)         | 1     | 1       | 3     | 5       |
| 8.                                     | Marte Olsbuová (NOR)             | 1     | 0       | 1     | 2       |
| 8.                                     | Tarjei Bø (NOR)                  | 1     | 0       | 1     | 2       |
| 8.                                     | Emil Hegle Svendsen (NOR)        | 1     | 0       | 1     | 2       |
| 11.                                    | Quentin Fillon Maillet (FRA)     | 1     | 0       | 0     | 1       |
| 11.                                    | Synnøve Solemdalová (NOR)        | 1     | 0       | 0     | 1       |
| 11.                                    | Fanny Hornová Birkelandová (NOR) | 1     | 0       | 0     | 1       |
| 14.                                    | Arnd Peiffer (GER)               | 0     | 2       | 0     | 2       |
| 14.                                    | Simon Schempp (GER)              | 0     | 2       | 0     | 2       |
| 16.                                    | Franziska Preussová (GER)        | 0     | 1       | 1     | 2       |
| 16.                                    | Franziska Hildebrandová (GER)    | 0     | 1       | 1     | 2       |
| 18.                                    | Dorothea Wiererová (ITA)         | 0     | 1       | 0     | 1       |
| 18.                                    | Dominik Landertinger (AUT)       | 0     | 1       | 0     | 1       |
| 18.                                    | Justine Braisazová (FRA)         | 0     | 1       | 0     | 1       |
| 18.                                    | Anaïs Chevalierová (FRA)         | 0     | 1       | 0     | 1       |
| 18.                                    | Erik Lesser (GER)                | 0     | 1       | 0     | 1       |
| 18.                                    | Benedikt Doll (GER)              | 0     | 1       | 0     | 1       |
| 24.                                    | Marte Olsbuová (NOR)             | 1     | 0       | 1     | 2       |
| 24.                                    | Serhij Semenov (UKR)             | 0     | 0       | 1     | 1       |
| 24.                                    | Simon Eder (AUT)                 | 0     | 0       | 1     | 1       |
| 24.                                    | Maren Hammerschmidtová (GER)     | 0     | 0       | 1     | 1       |
| 24.                                    | Christian Gow (CAN)              | 0     | 0       | 1     | 1       |
| 24.                                    | Nathan Smith (CAN)               | 0     | 0       | 1     | 1       |
| 24.                                    | Scott Gow (CAN)                  | 0     | 0       | 1     | 1       |
| 24.                                    | Brendan Green (CAN)              | 0     | 0       | 1     | 1       |
| 24.                                    | Kaisa Mäkäräinenová (FIN)        | 0     | 0       | 1     | 1       |
|                                        | Celkem                           | 20    | 20      | 20    | 60      |
| závody se započítáním soutěží družstev |                                  |       |         |       |         |